# Bituriger
Bituriger är ett mäktigt keltiskt folk i Akvitanien, sydvästra Frankrike under förromersk tid.
De sönderföll i cubernas och viviscernas stammar. De förras huvudort vara Avaricum (Bourges), som under Vercingetorix uppror 52 f. Kr. erövrades av Julius Caesar. De senares huvudort var Burdigala (Bordeaux).